# Аманіхаташан
Аманіхаташан (кін. I ст. н. е.) — цариця (кандаке) Куша у 90-х роках н. е.

## Життєпис
Відома лише зі своєї піраміди № 18 в Мерое. Воно написано на південній стіні каплиці при піраміді. Стала останньою кандаке і коре, чиє особистий ім'я написано єгипетськими ієрогліфами. Наступні кушитські царі писали єгипетськими ієрогліфами лише тронне ім'я, а особисте — мероітською писемністю.
Можливос початку була верховною жрицею богині Нут, зберігши цю посади й надалі. наступні кандаке продовжили цю традицію.
Напевне була дружиною Аманітенмеміде, з яким панувала в 90-х роках. після смерті чоловка зберегла владу, яку згодом передала сину або небожеві Таретніде, якого швидко змінив син Текерідеамані I. Втім за новітніми дослідженнями останній безпосередньо наслідував Аманіхаташан, а таретніде (Тіретаніде) був регентом Текерідеамані I чи співцарем Аманіхаташан.